# Джеймс Уотсън
 Джеймс Дюи Уотсън (на английски: James Dewey Watson) e американски биолог. Носител на Нобелова награда за физиология или медицина (1962 г.).

## Биография
Роден е на 6 април 1928 г. в Чикаго. Тъй като е надарено дете, още на 15 години постъпва в Чикагския университет, който завършва през 1947 г. През 1950 г. защитава дисертация в Университета в Индиана под ръководството на Салвадор Лурия. След защитата на дисертацията си заминава да специализира в Копенхаген при биохимика Херман Калкар, но през 1951 г. се премества в Кавендишката лаборатория на Кеймбридж, където по това време работи Франсис Крик. Между тях двамата се завързва много плодотворно сътрудничество. Важна роля за откритието им изиграват и ренгеноструктурните кристалографски изследвания на Морис Уилкинс и Розалинд Френклин от Кингс Колидж Лондон. След известен период на лутания и неуспехи (описани увлекателно в книгата на Уотсън „Двойната спирала“), в началото на 1953 г. те представят своя двойно-верижен модел на структурата на ДНК (публикуван в сп. „Нейчър“ на 25 април), който след това е потвърден експериментално от много учени. За това откритие Уотсън, Крик и Уилкинс получават Нобеловата награда за 1962 г. (Френклин умира през 1958 г.)
През следващите десетилетия Уотсън работи като преподавател в Харвардския университет и Калифорнийския технологичен институт, от 1968 г. е директор на Лабораторията в Колд Спринг Харбър, Ню Йорк, а от 1988 до 1992 г. е ръководител на проекта „Човешки геном“ (Human Genome Project). Според Уотсън е напълно приемливо майките, за чиито неродени бебета генетичен тест докаже, че ще бъдат склонни към хомосексуализъм, да извършат аборт.
Дж. Уотсън продължава активно да работи до 2007 г. като директор на Лабораторията Колд Спринг Харбър в Лонг Айлънд. Тогава предизвика силно обществено негодувание, след като заявява, че хората с африкански произход са по-малко интелигентни от онези със светъл цвят на кожата. Уотсън признава, че след скандалното си изявление доходите му са се сринали и е бил принуден да се оттегли от Cold Spring Harbor Laboratory. Остава единствено почетен член на лабораторията. След като е отлъчен от научната общност, остава без средства. „Тъй като се превърнах в персона нон грата, аз бях уволнен от бордовете на компанията и останах без никакви доходи“, обяснява Уотсън. Затова през 2014 г. той решава да предложи Нобеловата си награда за продан. На 4 декември 2014 г. Нобеловата награда е продадена на търг от аукционната къща „Кристис“ в Ню Йорк на неизвестен купувач, наддавал по телефона. Според в. „Гардиан“ медалът е продаден за 4,1 милиона долара, черновата на речта, която Уотсън произнесъл на церемонията – за 365 000 долара, а ръкописа и черновата на неговата лекция от деня след церемонията – за 245 000 долара. Общата сума от продажбата 4 610 000 $ се съобщава от някои източници като 4,7 млн., а от други като 4,8 милиона долара. Това е първата продажба на Нобелова награда от живия ѝ носител. След няколко дни руският милиардер Алишер Усманов разкрива, че е купил Нобеловата награда на американския учен, защото е „наскърбен“, задето ученият е бил принуден да я продаде. Металургичният и телекомуникационен магнат заявява, че Уотсън „заслужава“ Нобеловата награда и възнамерява да му я върне. На 17 юни 2015 г., в сградата на Руската АН, наградата е върната на Уотсън.